# Чеські землі

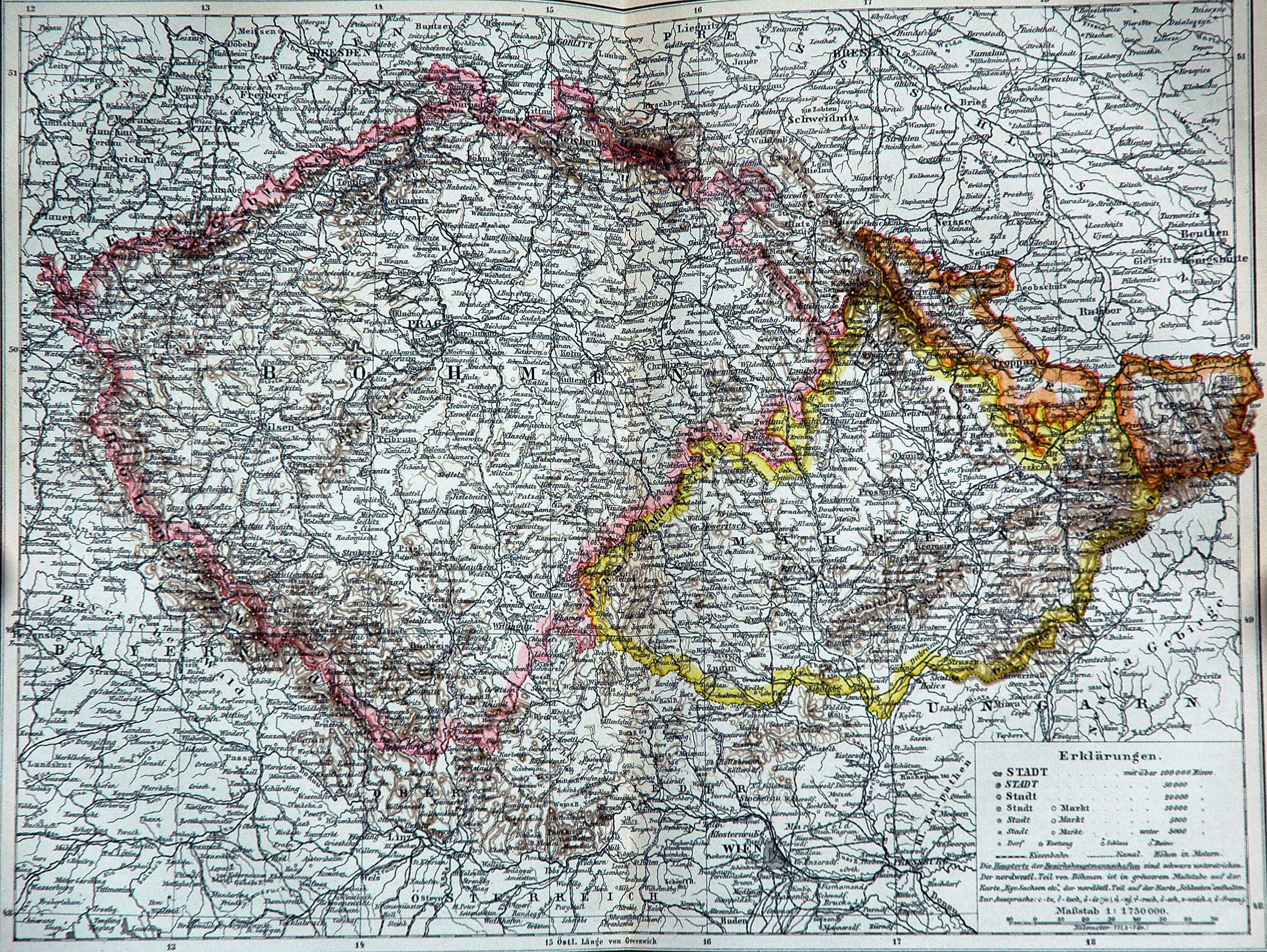
Богемія, Моравія, Австрійська Сілезія - 1892, у складі Австро-Угорщини

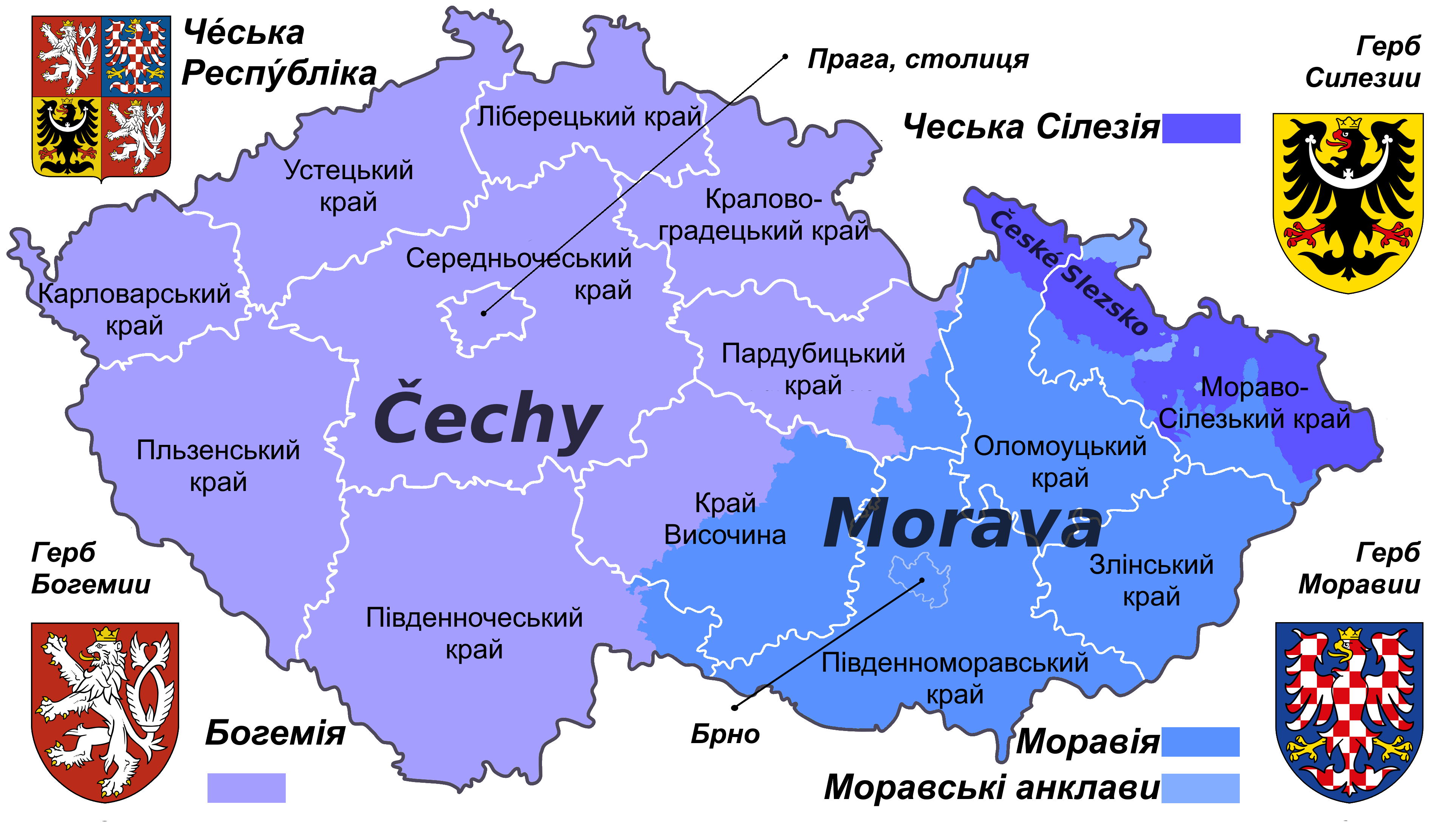
Чеські землі у порівнянні з сучасними адміністративними регіонами

Герби Чеських земель

Чеські землі — узагальнюючий термін, використовується в основному для позначення об'єднання Богемія, Моравія і Чеська Сілезія. Сьогодні ці три історичні провінції складають Чехію. Чеські землі були заселені кельтами до Р.Х., пізніше германськими племенами, пізніше, на початку 7 століття, слов'янами. Німці повторно заселили терен після монгольської навали у 13 столітті (а деякі райони з 12-го сторіччя), мешкаючи по сусідству зі слов'янами.
Термін "Чеські землі" вельми широкого вжитку. Деякі джерела використовують термін для позначення будь-якої території, що знаходиться під владою Богемське королівство, Землі Богемської корони. Включаючи Лужицю (зараз у Німеччині), і частина Сілезії, що були під владою Праги деякий час.
Інші джерела використовують термін для позначення основних чеських земель Богемії, Моравії і колишньої Австрійської Сілезії.